# Tercious Malepe
Rope Tercious Malepe (Middelburg, 18 febbraio 1997) è un calciatore sudafricano, difensore o centrocampista del Balzan.

## Carriera

### Club
Tra il 2015 ed il 2020 ha giocato nella prima divisione sudafricana; in seguito ha giocato nella prima divisione ucraina con il Mynaj.

### Nazionale
È stato convocato per le Olimpiadi del 2016 e per quelle del 2020 (disputate nel 2021 per via della pandemia di Covid-19) e per i Mondiali Under-20 del 2017.
Tra il 2016 ed il 2022 ha totalizzato complessivamente 13 presenze ed una rete con la maglia della nazionale sudafricana.